# Edificio en calle Sant Nicolau 29 de Alcoy
El edificio en la calle Sant Nicolau n.º 29, situado en la ciudad de Alcoy (Alicante), España, es un edificio residencial de estilo modernista valenciano construido en el año 1905, que fue proyectado por el arquitecto Vicente Pascual Pastor.

## Descripción
La reforma de la fachada fue realizada por el arquitecto alcoyano Vicente Pascual Pastor en 1905 para la residencia particular de Antonio Pérez Moltó.
En la fachada del edificio se observa la sillería y una decoración de tipo vegetal tallada en la piedra. Llaman la atención el voladizo de los balcones y los arcos de estilo neogótico del último piso y el hastial almenado, vestigios de tipo medievalista de carácter romántico.
La barandilla de hierro tiene un trazado curvilíneo y posee una decoración floral, siguiendo las directrices del estilo modernista.